# همیشه موتسارت
همیشه موتسارت (به انگلیسی: For Ever Mozart) فیلمی به کارگردانی نویسندگی و تدوین ژان-لوک گدار محصول سال ۱۹۹۶ است. عنوان فیلم ایهامی دوزبانه دارد و شبیه به عبارت «il) Faut rêver Mozart)» به معنای «رؤیا ببین موتسارت، رؤیا ببین» در زبان فرانسوی است.